# Karsin
Karsin (dodatkowa nazwa w j. kaszub. Kôrsëno) – wieś kaszubska w Polsce, położona w województwie pomorskim, w powiecie kościerskim, w gminie Karsin, na południowych obrzeżach Wdzydzkiego Parku Krajobrazowego, na ziemi zaborskiej. Miejscowość jest siedzibą władz gminy Karsin.
W latach 1954–1972 wieś należała i była siedzibą władz gromady Karsin. W latach 1975–1998 miejscowość administracyjnie należała do województwa gdańskiego.

## Nazwy źródłowe miejscowości
kaszb. Karszëno, Kôrsyn, Karszin, niem. Karschin, dawniej Karszin, Karsino, Karsin

## Położenie
Karsin leży:
- 13 km od Czerska.
- 38 km od Kościerzyny,
- ok. 100 km od Gdańska,
- ok. 105 km od Bydgoszczy.

Przez Karsin biegnie linia kolejowa Laskowice Pomorskie-Bąk.

## Części wsi
| SIMC    | Nazwa              | Rodzaj    |
| ------- | ------------------ | --------- |
| 0162576 | Dębowiec           | osada     |
| 0162560 | Karsin-Wybudowanie | część wsi |
| 0162599 | Mniszek            | osada     |

## Karsin dzisiejszy

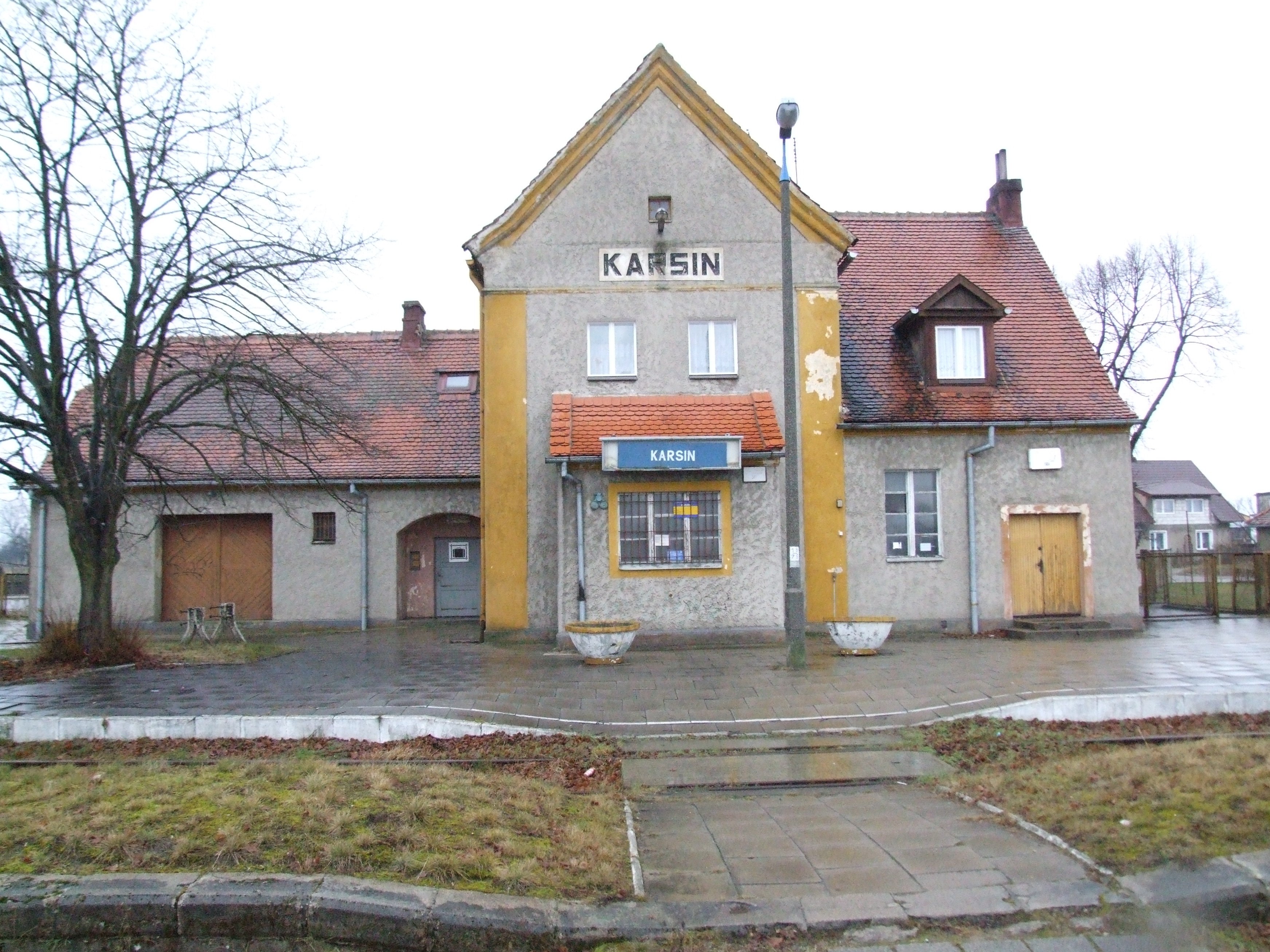
Stacja kolejowa

Ulica Długa, która ma 5680 m, jest najdłuższą ulicą (o zwartej zabudowie) we wsi w dawnym województwie gdańskim i prawdopodobnie obecnie najdłuższą w województwie pomorskim. Pozostałe ulice tworzą dzielnice (osiedla) (Działki, Ogrody, Na skarpie, Wybudowanie). Według danych urzędu skarbowego parafia Karsin (razem z wioskami Bąk, Cisewie) 1 stycznia 2008 liczyła 2601 osób.
- Dzielnica Działki powstała w latach 70. i 80. dominuje tam zabudowa wolnostojąca, jednak stoi tam kilka bliźniaków i szeregowców oraz jeden blok. Na środku znajduje się niewymiarowe boisko do gry w piłkę nożną i plac zabaw.
- Dzielnica Ogrody jest skupiona przy ulicy Ogrodowej (równoległej do ul. Długiej) i znajduje się tam kilkanaście domów jednorodzinnych wraz z dużymi ogródkami.

## Zabytki

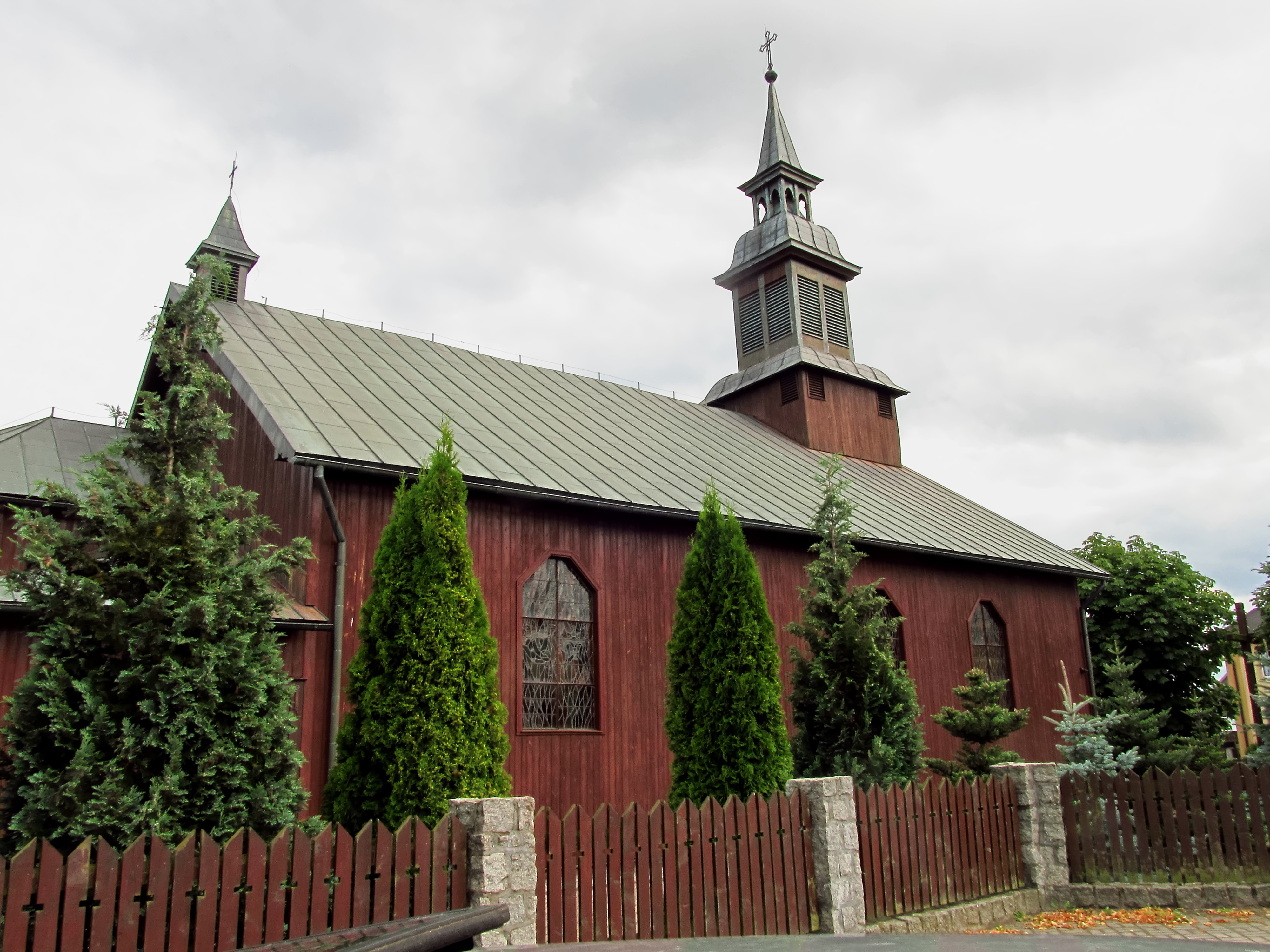
Kościół M.B. Różańcowej w Karsinie

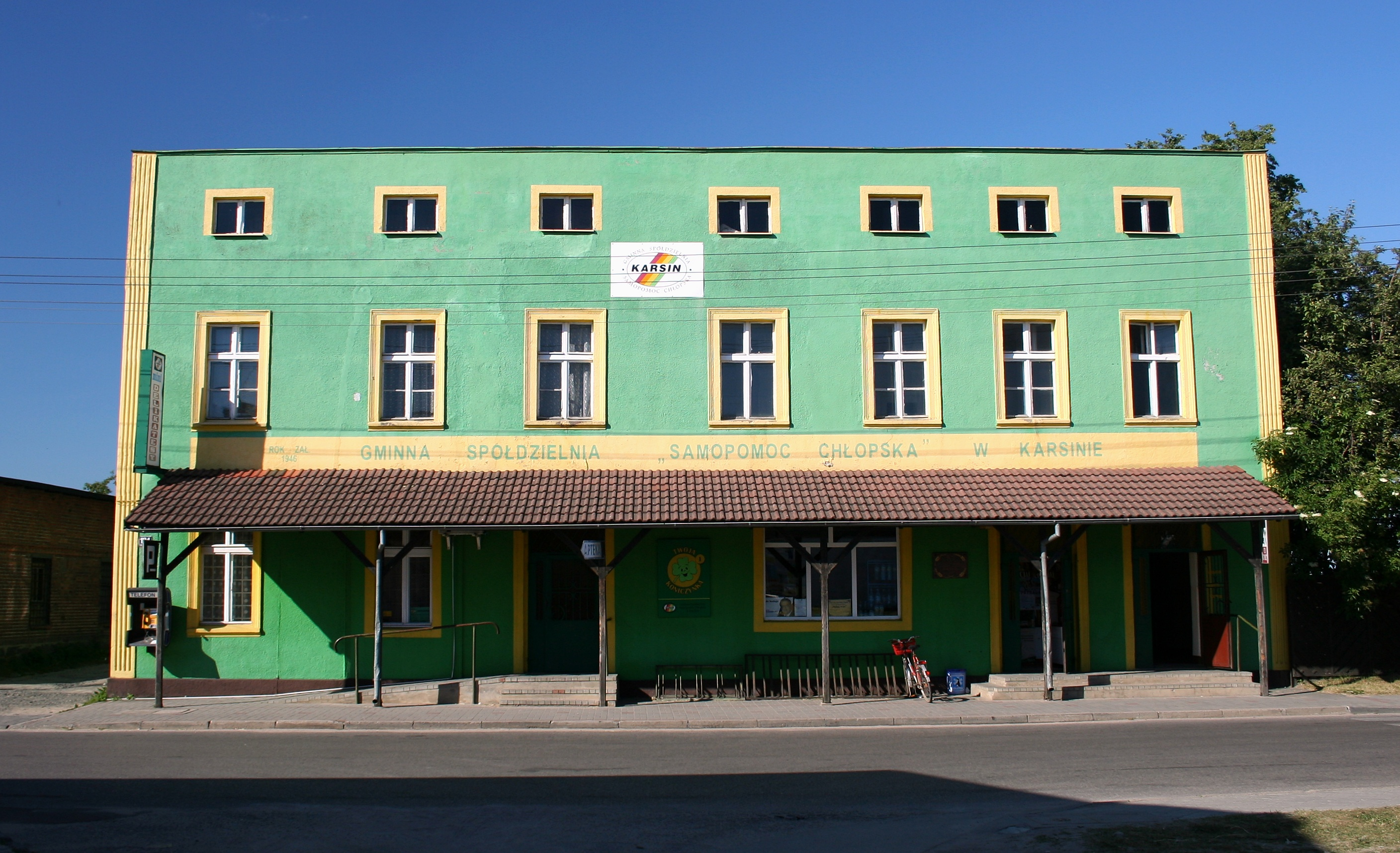
Gminna Spółdzielnia w Karsinie

Według rejestru zabytków NID na listę zabytków wpisane są:
- drewniany kościół parafialny pw. Matki Bożej Różańcowej, 1906, 1955, nr rej.: A-1901 z 22.07.2014
- cmentarz rzymskokatolicki, 1904, 1932–36, nr rej.: A-1919 z 29.06.2015
- kaplica cmentarna, 1937, nr rej.: j.w.

Kościół wybudowano w latach 1902–1906, a jego wnętrze pochodzi częściowo ze starego kościoła w Wielu.

## Edukacja
W Karsinie znajduje się Szkoła Podstawowa im. Wincentego Rogali. Szkoła powstała pod koniec XIX wieku. Obecnie szkoła znajduje się w trzech budynkach przy ulicy Długiej 167. W szkole znajdują się 23 izby lekcyjne, pracownia komputerowa, biblioteka, czytelnia, stołówka, dwie szatnie oraz pomieszczenia sanitarne i biurowe. W klasie historycznej szkoły znajduje się regionalna izba pamięci. Absolwentem szkoły był profesor Józef Borzyszkowski.

## Sport
W Karsinie funkcjonuje klub piłkarski Gwiazda Karsin oraz tenisa stołowego Oskar Karsin. Dodatkowo na sali widowiskowej (oddanej do użytku w 2004 roku) odbywają się gminne rozgrywki w futsalu. W Karsinie również działa zespół tańca nowoczesnego Paradise, którego kierownikiem jest Iwona Laska.

## Przemysł
W Karsinie znajdują się głównie zakłady rolno-przemysłowe (rzeźnia, piekarnia, cukiernia). Działa tutaj zakład produkcyjny firmy Gastel Prefabrykacja S.A. zajmującej się głównie produkcją wież strunobetonowych.